# Moloch (Fernsehserie)
Moloch ist eine 6-teilige französisch-belgische Thriller-Fernsehserie von 2020, in der es um Ermittlungen in Fällen von plötzlicher Selbstentzündung geht.

## Handlung
In einer Hafenstadt sterben Menschen offensichtlich durch Selbstentzündung. Zunächst geht ein Geschäftsmann in einem Flughafenterminal plötzlich in Flammen auf und verbrennt bis zur Unkenntlichkeit. Davon ausgehend, dass die Polizei die Todesumstände verbergen will, ermittelt die junge Journalistin Louise zu den Gründen für den Tod. Dabei geht es ihr auch darum, mit einem entsprechenden Artikel bei ihrem Chefredakteur so auf sich aufmerksam zu machen, dass sie, derzeit Praktikantin, eine feste Arbeitsstelle erhält. Zweites Opfer ist eine Mutter, die vor den Augen ihres Sohnes Paul auf einem Spielplatz verbrennt. Der Krankenhaus-Psychotherapeut Gabriel, bei dem schon der erste Tote in Behandlung war, befragt Paul und entdeckt dabei Spuren von Misshandlung an seinem Oberkörper. Louise wendet sich an Gabriel, um Näheres zu dem ersten Todesfall zu erfahren, erhält jedoch nur zögerlich Antworten. Sie findet aber heraus, dass vor zwei Jahren Gabriels Sohn Max auf mysteriöse Weise verbrannt war. Drittes Opfer ist der Chef eines Supermarkts, der nachts auf dem Parkplatz vor seinem Arbeitsort in Flammen aufgeht und dabei von einem Augenzeugen gefilmt wird. Als das Video bald darauf im Internet auftaucht, entsteht basierend auf Louises Recherchen in ihrer Redaktion ein Artikel, der diesen Todesfall in eine Reihe mit den anderen beiden stellt und in der Zeitung erscheint.
Unterdessen gehört zu Gabriels Patienten neben dem Mädchen Stella, das unter einer Sonnenlichtallergie leidet, auch der streng religiöse Busfahrer Jimmy, der sich zu Hause zwecks Selbstbestrafung manchmal absichtlich verletzt. Er flieht aus dem Krankenhaus. Nachdem Gabriel von Paul erfahren hat, dass er Jimmy am Ort des Todes seiner Mutter gesehen hat, besucht er Jimmy in dessen Wohnung. Während seines Besuchs geht vor der Wohnungstür Jimmys Nachbar Mirko, der andere Nachbarn oft belästigt hat, in Flammen auf. Während Mirko verbrennt, bemerkt Gabriel einen flüchtenden, vermummten Mann. Dessen Verfolgung muss Gabriel abbrechen, weil er niedergeschlagen wird.
Videoaufnahmen vom dritten Tatort zeigen halbmaskierte Männer, die wahrscheinlich dafür verantwortlich sind, die Fassade des Supermarktes in großer Schrift mit dem Wort „Moloch“ versehen zu haben. Louise, die früher in der linksautonomen Szene aktiv war, erkennt unter den Männern ihren Bekannten Samy, und begibt sich daraufhin erneut in die Szene, indem sie Samy bei einer Rave-Party in einem stillgelegten Industriegelände trifft. Seine Äußerungen lassen darauf schließen, dass er mit seinen Kumpanen für die Feuertode verantwortlich ist und damit die Bestrafung von Menschen bezweckt, die böse gewesen sind, so etwa Pauls Mutter, die Paul misshandelt hat. Gabriel folgt ihr dorthin und hat unterwegs eine Halluzination von Max, der sich dabei kraft seiner Gedanken selbst entzündet.
Louise und Gabriel treffen Jimmy in dessen Wohnung und erfahren dabei, dass – passend zur Aussage von Paul – alle Feueropfer vor ihrem Tod von einem schwarz gekleideten Mann gewarnt wurden. Unter anderem Jimmy ist davon überzeugt, dass der Täter entsprechend dem biblischen Moloch-Ritus Kinder per Verbrennung opfert, damit die Götter gnädig gestimmt werden. Etwas später erhält Louise einen anonymen Anruf, in dem sie um ein nächtliches Treffen im Containerhafen gebeten wird. Dort eingetroffen, spricht der Täter, unerkennbar in einem Auto sitzend, mit Louise und beweist ihr seine Kräfte, indem er ihre Unterarme kurzzeitig brennen lässt. Zudem möchte er Louise als Sprachrohr für die Verbreitung der Botschaften nutzen, die er mit den Feuertoden bezweckt und die besagen, dass die Opfer Schuldige seien, die bestraft werden müssten, um die unter ihnen Leidenden zu schützen. Louises Chefredakteur willigt in die Veröffentlichung dieses Manifests ein, nachdem sie ihm ihre Brandnarben gezeigt hat. Der Artikel wird für die Zeitschrift ein großer Erfolg und versetzt Louise in die Lage, von ihrem Chefredakteur eine Festanstellung zu erhalten.
Bei einer Therapiesitzung mit Gabriel sagt Stella, dass sie es als ungerecht empfindet, dass ihre ältere Schwester von deren Freund Alex gedemütigt wird und sich vor ihren Freunden verstecken muss. Als sich Alex wenig später mit seiner neuen Freundin in einem Skatepark trifft, geht auch Alex in Flammen auf. Louise beobachtet das, da sie von dem Täter, „Moloch“ genannt, als Zuschauerin eingeladen wurde. Unvereinbart informiert sie allerdings auch den Polizisten Tom, den sie nach dem Tod des ersten Brandopfers kennengelernt hatte. Deshalb tritt „Moloch“ etwas später hinterrücks an sie heran und kündigt ihren Tod an.
Unterdessen erinnert sich Gabriel an ein Erlebnis mit Max an einem Weihnachtsabend: damals hatte Max mit Stella gespielt, die dabei plötzlich – und offensichtlich mit Gedankenkraft – eine Girlande in Flammen aufgehen ließ. Gabriel hatte dieses Ereignis, sehr zur Belastung seiner Ehefrau, bislang verdrängt. Zudem berichtet Jimmy seiner Ehefrau davon, im Krankenhaus von Stella das Versprechen erfahren zu haben, dass Mirko bestraft werde. Mirkos Ziehvater Patrick übergibt die Waffe, mit der Mirko in seinem Viertel andere Menschen eingeschüchtert hatte, an Jimmy.
Gabriel besucht Stella zu Hause und erfährt von ihr, dass sie wegen ihrer Lichtkrankheit – durch die sie nie einen Sonnenaufgang werde sehen oder Kinder bekommen können – so wütend geworden ist, dass sie sich ihrer Gabe bedient, andere Menschen in Flammen aufgehen zu lassen. Er drängt sie, das zu unterlassen, und wird von ihr des Hauses verwiesen. Jimmy wusste von Stellas Gabe, hat Gabriel aber aus Angst, keinen Glauben geschenkt zu bekommen, nichts davon gesagt. Vor Stellas Haus trifft er Gabriel und gibt ihm Mirkos Waffe, mit der Gabriel zu Louise fährt, die sich vor „Moloch“ in einem Hotel versteckt hält.
Bei „Moloch“ handelt es sich um Stellas Chauffeur Rachid, den sie bei den Brandmorden als Helfer nutzt. Mit ihm sucht sie nach Louise, um sie zu töten. Dazu begeben sie sich auch in Louises Redaktion, in der sich in der Nacht nur Louises Kollege Karl aufhält. Diesen lässt Stella auch in Flammen aufgehen und sterben, ehe sie mit Rachid und unter Verwendung von Karls Handy Louise aufspürt. Kurz nach Stella und Rachid treffen in dem Hotel auch Tom und sein Kollege ein, der Rachid erschießt. Am Swimmingpool des Hotel lässt Stella auch Tom, der noch Gabriel verdächtigt, „Moloch“ zu sein, in Flammen aufgehen, jedoch rettet Louise ihn vor dem Tod, indem sie ihn in den Pool stürzt.
Gabriel besucht mit Stella bei Sonnenaufgang einen Strand, wo sie ihm erklärt, dass sie mit ihren Taten etwas Großes vollbringen wollte. Schließlich läuft Stella, während sie ihre vor dem Sonnenlicht schützende Kapuze abnimmt, ins Meer, bis sie in der Brandung verschwunden ist.

## Veröffentlichung
Die 6-teilige Serie wurde auf dem deutsch-französischen Sender Arte in je 3 Episoden am 22. und 29. Oktober 2020 erstausgestrahlt. Bereits ab 15. Oktober 2020 war sie vollständig in der Arte-Mediathek für das Video-on-Demand abrufbar.

## Rezeption
Die Serie erhielt positive Kritiken und wurde als spannend gelobt. Der Autor Harald Keller urteilte in der Frankfurter Rundschau, dass sie trotz spektakulärer Feuer-Stunts „nicht auf Oberflächenreize ausgerichtet“ sei, „sondern ausgesprochen atmosphärisch“. „Geschickt“ legten die beiden Drehbuchautoren ihre Rätsel aus, ließen das Publikum manchmal mehr wissen als die ermittelnden Figuren, und wahrten das Geheimnis ihrer Erzählung doch bis zum Schluss. Es handele sich um „serielles Erzählen auf höchstem Niveau“, so Keller. Im Standard beurteilte der Kritiker Oliver Mark die Serie als „sehenswert“. Sie zeichne sich durch ein „stimmiges Schauspielerensemble und eindringliche Musik“ aus, die den Spannungsbogen gekonnt aufbaue.
Die Serie wurde 2020 beim Festival Canneséries ausgezeichnet.